# アッサム人
アッサム人（英語: Assamese people、アッサム語: অসমীয়া জাতি）は、インド語群のアッサム語話者により構成される民族集団である。主にアッサム州・ブラマプトラ渓谷に居住し、同地域の人口の56％を占める。「アッサム人」という民族アイデンティティ自体は近代に生まれたものである一方、アッサム語はそれ以前よりこれらの民族集団の精神文化を形成するうえで大きな役割を果たしており、「アッサム人」という用語は民族意識が生まれる前のアッサム語話者に対しても遡及的に用いられる。
アッサム人はオーストロアジア語族話者、チベット・ビルマ語派話者、インド・アーリア人、タイ族などの多様な民族が数世紀かけて同化したのち成立した民族であり、部族-カースト連続体（tribal-caste continuum）を形成している。一方で、すべてのアッサム人がヒンドゥー教徒であるというわけではなく、およそ42万人存在するイスラム教徒も、重要な部分を占めている。2011年の国勢調査によれば、アッサム州内の48.38%、およそ1509万人がアッサム語話者である。